# Radio Free Asia
Radio Free Asia est une station de radio privée financée par le Congrès des États-Unis et qui émet en 9 langues asiatiques.

## Histoire
En 1951, peu après que la Chine devient communiste, Radio Peking devient une radio à diffusion internationale, entraînant la fondation par les États-Unis la même année de Radio Free Asia (RFA), équivalent asiatique de Radio Free Europe.
Radio Free Asia (R.F.A.) est fondée, en 1950, par la CIA à travers un organisme appelé Committee for Free Asia (Comité pour l’Asie libre). R.F.A. émet depuis Manille (aux Philippines), Dacca et Karachi (au Pakistan) jusqu’en 1961. En 1971, prend fin le rôle de la CIA dans cette station qui passe sous la tutelle du Board for International Broadcasting (en) (B.I.B.).
L'intérêt politique pour les États-Unis d'émettre en Asie se fait jour de nouveau après les manifestations de la place Tian'anmen à Pékin en 1989.
En 1994, Radio Free Asia est ressuscitée par l’International Broadcasting Act (en), qui est voté par le Congrès des États-Unis. RFA devient officiellement un groupe privé sans but lucratif. Elle est financée par une subvention fédérale annuelle provenant du Broadcasting Board of Governors (BBG), un groupement de radios dépendant, de 1994 à 1999, de l'agence de propagande United States Information Agency et dont le directoire est représenté par le secrétaire d'État et 8 personnes choisies par le président des États-Unis. Le BBG sert à RFA de bureau des directeurs, réalisant et supervisant les demandes de subventions pour RFA. La mission de BBG dans ses statuts est de « promouvoir et soutenir la liberté et la démocratie en émettant des nouvelles et des informations appropriées et objectives au sujet des États-Unis et du monde à des auditoires d'outremer ».
RFA recommence à émettre en 1996.
En septembre 2017, Radio Free Asia révèle l'existence de camps de rééducation du Xinjiang qui se développent dans cette province chinoise.
En mars 2024, RFA annonce la fermeture de son bureau à Hong Kong après le vote d'une loi (Safeguarding National Security Ordinance (en)) ce même mois. Cette loi traite en particulier des inférences étrangères et RFA est considérée par le gouvernement de Hong Kong comme une « force étrangère ». RFA garde toutefois son accréditation officielle comme média. Le département d'État des États-Unis dénonce une augmentation de la répression contre les droits et libertés et sanctionne plusieurs responsables politiques hongkongais,.
Le 15 mars 2025, l'ensemble des personnels, y compris les dirigeants, sont placés en congé administratif, interrompant effectivement la production d’informations, en application d’un décret signé la veille par le président Donald Trump demandant la réduction des effectifs de 7 agences fédérales, dont l'U.S. Agency for Global Media.

### Pressions chinoises
Les autorités chinoises font pression sur Shohret Hoshur, un journaliste de Radio Free Asia résidant aux États-Unis et naturalisé américain, en s'attaquant à sa famille restée en Chine. Tudaxun Hoshur, le frère du journaliste, a été condamné à 5 ans de camps de travail en 2014 ; son autre frère, Shawket Hoshur, a également disparu mais n'est pas encore jugé. « Ils veulent me réduire au silence, cela ne fait aucun doute, déclare Shohret. Les autorités chinoises ne s'en sont jamais cachées. S'ils s'en prennent à ma famille, s'ils arrêtent et emprisonnent mes frères, c'est parce qu'ils m'en veulent à moi. »,.

## Financement
Radio Free Asia est actuellement une société privée qui, comme Radio Free Europe, est financée par le Congrès des États-Unis et se trouve sous la surveillance du Broadcasting Board of Governors. 

## Mission
RFA définit ainsi sa mission : « RFA diffuse des nouvelles à l'intention d'auditeurs asiatiques qui n'ont pas normalement accès à des reportages complets et équilibrés dans leur médias nationaux. Au travers de ses émissions et des appels de ses auditeurs, RFA vise à remplir un vide important dans la vie des peuples d'Asie. Le U.S. International Broadcasting Act de 1994 (Public Law 103-236, titre III) est plus explicite quant à la mission de Radio Free Asia : « La poursuite de l’existence de la diffusion internationale américaine, et la création d’un nouveau service de diffusion en direction de la République populaire de Chine et d’autres pays d’Asie, qui manquent de sources adéquates pour les informations et les idées libres, devraient mettre en valeur la promotion de l’information et des idées tout en faisant progresser les buts de la politique étrangères des États-Unis ».
RFA diffuse en neuf langues par ondes courtes et par Internet : en mandarin, cantonais, tibétain, ouïghour, birman, vietnamien, laotien, khmer, cambodgien et coréen (pour la Corée du Nord).
| Langues diffusées |                  |                  |
| Langue            | Date de création | Volume quotidien |
| Birman            | février 1997     | 2 heures         |
| Cantonais         | mai 1998         | 2 heures         |
| Coréen            | mars 1997        | 4 heures         |
| Khmer             | septembre 1997   | 2 heures         |
| Lao               | août 1997        | 2 heures         |
| Mandarin          | septembre 1996   | 12 heures        |
| ouïghur           | décembre 1998    | 2 heures         |
| Tibetain          | décembre 1996    | 8 heures         |
| Vietnamien        | février 1997     | 2 heures         |

Le budget de la station diminue de 1998 à 2000, puis augmente à partir de 2001.
|                                                                               | 1998 | 1999 | 2000   | 2001 | 2002   | 2003 | 2004 | 2005 | 2006 | 2007 |
| ----------------------------------------------------------------------------- | ---- | ---- | ------ | ---- | ------ | ---- | ---- | ---- | ---- | ---- |
| Montant en millions de dollars                                                | 24,1 | 22   | 21,978 | 24,2 | 25,785 | 27,2 | 28,3 | 29   | 30,4 | 31,5 |
| Sources : rapports annuels du Broadcasting Board of Governors de 1997 à 2007. |      |      |        |      |        |      |      |      |      |      |

### Service en tibétain
Selon le Broadcasting Board of Governors, RFA en tibétain a toujours été une source fiable sur les dernières nouvelles du Tibet.
Selon le budget 2008 applicable le 1er octobre 2007, le cantonais devrait disparaître tandis que le volume des émissions en tibétain devrait diminuer.
Warren W. Smith, un juriste, historien et écrivain américain, travaille pour le service en tibétain,,,.

## Éloges
Lors du 15e anniversaire de la radio en juillet 2011, plusieurs personnalités politiques asiatiques dont Aung San Suu Kyi ont fait l'éloge de cette radio. Le 14e dalaï-lama a en outre loué les actions de la radio « pour éduquer les peuples qui n'ont pas accès à la liberté de l'information ».

## Critiques
En 1999, la station de radio fut qualifiée de « gaspillage d'argent » par Catharin E. Dalpino de la Brookings Institution. Celle-ci déclara qu'elle considérait, au vu de la lecture des enregistrements, les reportages de la station comme étant partiaux : celle-ci s'appuie fortement sur des rapports faits par des dissidents en exil ou traitant de ces derniers, on ne parle pas véritablement de ce qui se passe dans le pays ; souvent, on a l'impression d'un manuel sur la démocratie mais même pour un Américain, cela fait propagande. Elle ajoute que la plupart des gouvernements autoritaires en Asie réussissent un brouillage radio d'environ 50 %.